# قائمة البحيرات حسب العمق
هذه القائمة تسرد أعمق البحيرات في العالم.

## البحيرات مرتبة حسب العمق الأقصى
تحتوي هذه القائمة على جميع البحيرات التي يتجاوز العمق الأقصى لها 400 متر (1,300 قدم).
Geologically, the بحر قزوين, like the Black, and Mediterranean seas, is a remnant of the ancient بانثالاسا. The deepest area is oceanic rather than continental crust. However, it is generally regarded by geographers as a large حوض مغلق بحيرة مالحة.
| الوان القارات | الوان القارات | الوان القارات | الوان القارات   | الوان القارات | الوان القارات   | الوان القارات           |
| ------------- | ------------- | ------------- | --------------- | ------------- | --------------- | ----------------------- |
| أفريقيا       | آسيا          | أوروبا        | أمريكا الشمالية | أوقيانوسيا    | أمريكا الجنوبية | القارة القطبية الجنوبية |

|     | الاسم                 | اليلد                                              | المنطقة                            | العمق | العمق  |
| متر | الاسم                 | اليلد                                              | المنطقة                            | قدم   |        |
| --- | --------------------- | -------------------------------------------------- | ---------------------------------- | ----- | ------ |
| 1   | بحيرة بايكال          | روسيا                                              | سيبيريا                            | 1٬637 | 5٬369  |
| 2   | بحيرة تنجانيقا        | تنزانيا جمهورية الكونغو الديمقراطية بوروندي زامبيا | أفريقيا الوسطى                     | 1٬470 | 4٬823  |
| 3   | بحر قزوين             | روسيا إيران كازاخستان تركمانستان أذربيجان          |                                    | 1٬025 | 3٬363  |
| 4   | بحيرة فوستوك          | أنتاركتيكا                                         |                                    | ~1000 | ~ 3300 |
| 5   | O'Higgins-San Martín ‏ | تشيلي الأرجنتين                                    | آيسن (شيلي) سانتا كروز (الأرجنتين) | 836   | 2٬742  |
| 6   | بحيرة ملاوي           | مالاوي موزمبيق تنزانيا                             |                                    | 706   | 2٬316  |
| 7   | بحيرة إيسيك كول       | قرغيزستان                                          |                                    | 668   | 2٬192  |
| 8   | بحيرة جريت سليف       | كندا                                               | الأقاليم الشمالية الغربية          | 614   | 2٬015  |
| 9   | بحيرة كريتر           | الولايات المتحدة                                   | أوريغون                            | 594   | 1٬949  |
| 10  | Matano                | إندونيسيا                                          | سولاوسي الجنوبية                   | 590   | 1٬936  |
| 11  | بحيرة كاريرا العامة   | تشيلي الأرجنتين                                    |                                    | 586   | 1٬923  |
| 12  | Hornindalsvatnet      | النرويج                                            | فيستلاند                           | 514   | 1٬686  |
| 13  | Quesnel               | كندا                                               | كولومبيا البريطانية                | 506   | 1٬660  |
| 14  | توبا                  | إندونيسيا                                          | سومطرة                             | 505   | 1٬657  |
| 14  | Sarez                 | طاجيكستان                                          |                                    | 505   | 1٬657  |
| 16  | بحيرة تاهو            | الولايات المتحدة                                   | كاليفورنيا، نيفادا                 | 501   | 1٬644  |
| 17  | بحيرة أرخنتينو        | الأرجنتين                                          | سانتا كروز                         | 500   | 1٬640  |
| 18  | كيفو                  | رواندا جمهورية الكونغو الديمقراطية                 |                                    | 480   | 1٬575  |
| 19  | ميوسا                 | النرويج                                            | مقاطعات هدمارك، آكرشوس، أوبلاند    | 468   | 1٬535  |
| 20  | Salsvatn              | النرويج                                            | مقاطعة نورد ترونديلاغ              | 464   | 1٬523  |
| 20  | ناويلوابي             | الأرجنتين                                          |                                    | 464   | 1٬523  |
| 22  | Hauroko               | نيوزيلندا                                          | جنوب الجزيرة                       | 462   | 1٬516  |
| 23  | Tinnsjå               | النرويج                                            | تلمارك                             | 460   | 1٬509  |
| 24  | Adams                 | كندا                                               | كولومبيا البريطانية                | 457   | 1٬499  |
| 25  | Chelan                | الولايات المتحدة                                   | ولاية واشنطن                       | 453   | 1٬486  |
| 26  | بحيرة وان             | تركيا                                              |                                    | 451   | 1٬480  |
| 27  | Poso                  | إندونيسيا                                          | سولاويزي                           | 450   | 1٬476  |
| 28  | فاغنانو               | تشيلي الأرجنتين                                    | تييرا ديل فويغو                    | 449   | 1٬473  |
| 29  | بحيرة الدب العظيم     | كندا                                               |                                    | 446   | 1٬463  |
| 30  | Manapouri             | نيوزيلندا                                          | جنوب الجزيرة                       | 444   | 1٬457  |
| 31  | ناويلوابي             | النرويج                                            |                                    | 438   | 1٬437  |
| 32  | كومو                  | إيطاليا                                            |                                    | 425   | 1٬394  |
| 33  | Te Anau ‏              | نيوزيلندا                                          | جنوب الجزيرة                       | 425   | 1٬390  |
| 34  | تازاوا                | اليابان                                            | محافظة أكيتا                       | 423   | 1،387  |
| 35  | بحيرة واكاتيبو        | نيوزيلندا                                          | جنوب الجزيرة                       | 420   | 1٬378  |
| 36  | بحيرة سوبيريور        | كندا الولايات المتحدة                              |                                    | 406   | 1٬333  |

## البحيرات مرتبة حسب معدل العمق
يمكن أن يكون متوسط العمق مؤشرًا مفيدًا أكثر من أقصى عمق للعديد من الأغراض البيئية. لسوء الحظ ، لا تتوفر أرقام متوسط العمق الدقيقة إلا للبحيرات المدروسة جيدًا ، حيث يجب حسابها بقسمة حجم البحيرة على مساحة سطحها. يتطلب الشكل الحجمي الموثوق به إجراء مسح قياس الأعماق. لذلك ، لا تتوفر أرقام متوسط العمق للعديد من البحيرات العميقة في المواقع النائية.
يقع بحر قزوين في مرتبة أدنى بكثير في القائمة على متوسط العمق، حيث يحتوي على منحدر قاري كبير.
| ألوان القارات | ألوان القارات | ألوان القارات | ألوان القارات   | ألوان القارات | ألوان القارات   | ألوان القارات           |
| ------------- | ------------- | ------------- | --------------- | ------------- | --------------- | ----------------------- |
| أفريقيا       | آسيا          | أوروبا        | أمريكا الشمالية | أوقيانوسيا    | أمريكا الجنوبية | القارة القطبية الجنوبية |

|     | الاسم           | البلد                                              | المنطقة             | العمق | العمق |
| متر | الاسم           | البلد                                              | المنطقة             | قدم   |       |
| --- | --------------- | -------------------------------------------------- | ------------------- | ----- | ----- |
| 1   | بحيرة بايكال    | روسيا                                              | سيبيريا             | 758   | 2٬487 |
| 2   | بحيرة تنجانيقا  | تنزانيا جمهورية الكونغو الديمقراطية بوروندي زامبيا | وسط افريقيا         | 570   | 1٬870 |
| 3   | بحيرة كريتر     | الولايات المتحدة                                   | أوريغون             | 350   | 1٬148 |
| 4   | بحيرة فوستوك    | أنتاركتيكا                                         |                     | 344   | 1٬129 |
| 5   | بحيرة تاهو      | الولايات المتحدة                                   | كاليفورنيا نيفادا   | 301   | 989   |
| 6   | بحيرة ملاوي     | مالاوي موزمبيق تنزانيا                             |                     | 292   | 958   |
| 7   | بحيرة إيسيك كول | قرغيزستان                                          |                     | 270   | 886   |
| 8   | كيفو            | بوروندي جمهورية الكونغو الديمقراطية                |                     | 240   | 787   |
| 9   | Kara-Kul        | طاجيكستان                                          |                     | 210   | 689   |
| 10  | Sarez           | طاجيكستان                                          |                     | 201٫8 | 662   |
| 11  | بحر قزوين       | روسيا إيران كازاخستان تركمانستان أذربيجان          |                     | 184   | 604   |
| 12  | Quesnel         | كندا                                               | كولومبيا البريطانية | 157   | 515   |
| 13  | البحر الميت     | الأردن فلسطين المحتلة إسرائيل                      |                     | 120   | 394   |

## العمق الأقصى حسب القارة

### أفريقيا
1. تنجانيقا
2. ملاوي
3. كيفو

### أنتاركتيكا
1. بحيرة فوستوك[3]

### آسيا
1. بايكال
2. بحر قزوين
3. بحيرة يسيك كول
4. Matano

### أوروبا
1. Hornindalsvatnet
2. ميوسا
3. Salsvatn

### أمريكا الشمالية
1. بحيرة جريت سليف
2. بحيرة كريتر
3. Quesnel

### أمريكا الوسطى
1. Atitlán
2. لاغونا شيكابال

### أوقيانوسيا
1. Hauroko
2. Manapouri
3. Te Anau  [لغات أخرى]‏
4. St Clair  [لغات أخرى]‏

### أمريكا الجنوبية
1. O'Higgins/San Martín  [لغات أخرى]‏
2. بحيرة كاريرا العامة
3. بحيرة أرخنتينو

## متوسط العمق حسب القارة

### أفريقيا
1. تنجانيقا
2. بحيرة ملاوي
3. كيفو

### أنتاركتيكا
1. بحيرة فوستوك[3]

### آسيا
1. بايكال
2. بحيرة يسيك كول
3. Kara-Kul

### أمريكا الشمالية
1. بحيرة كريتر
2. تاهو
3. Quesnel